# 鳥栖町
鳥栖町（とすまち）は、佐賀県三養基郡にあった町。

## 地理
現在の鳥栖市の中部に位置する。

## 歴史

### 町域の変遷
- 1889年（明治22年）4月1日 - 町村制施行により、旧来の轟木村、藤木村、真木村、鳥栖村が合併して養父郡轟木村が発足。
- 1896年（明治29年）4月1日 - 郡の統合により三根郡、基肄郡と合併し三養基郡発足[1]。同郡の所属となる。
- 1907年（明治40年）3月19日 - 轟木村が町制施行し鳥栖町に改称。
- 1954年（昭和29年）4月1日 - 田代町、基里村、麓村、旭村と合併し鳥栖市が発足。同日鳥栖町廃止。

変遷表
| 1868年 以前 | 1868年 以前 | 1868年 以前 | 明治22年 4月1日 | 明治29年 3月26日 | 明治29年 3月26日 | 明治40年 3月19日  | 昭和29年 4月1日 | 現在   |
| ----------- | ----------- | ----------- | --------------- | ---------------- | ---------------- | ----------------- | --------------- | ------ |
| 養父郡      |             | 轟木村      | 轟木村          | 三養基郡 発足    | 轟木村           | 鳥栖町に 町制改称 | 鳥栖市          | 鳥栖市 |
| 養父郡      | 藤木村      |             | 轟木村          | 三養基郡 発足    | 轟木村           | 鳥栖町に 町制改称 | 鳥栖市          | 鳥栖市 |
| 養父郡      | 真木村      |             | 轟木村          | 三養基郡 発足    | 轟木村           | 鳥栖町に 町制改称 | 鳥栖市          | 鳥栖市 |
| 養父郡      | 鳥栖村      |             | 轟木村          | 三養基郡 発足    | 轟木村           | 鳥栖町に 町制改称 | 鳥栖市          | 鳥栖市 |

## 大字
- 轟木（とどろき）
- 藤木（ふじのき）
- 真木（まき）
- 鳥栖（とす）

## 人口
総数 [単位： 人]
| 1916年（大正 5年） | 8,514 |

## 教育

### 小学校
- 鳥栖小学校

### 中学校
- 鳥栖中学校

## 交通（廃止直前）

### 鉄道
- 日本国有鉄道（ → 九州旅客鉄道）
  - ■鹿児島本線、■長崎本線
    - 鳥栖駅

### 道路
- 一級国道 
  - 国道34号